# Cooper Cornelius
Cooper Cornelius (20 febbraio 1999) è uno sciatore alpino statunitense.

## Biografia
Originario di Glenwood Springs e attivo dal novembre del 2015, in Nor-Am Cup Cornelius ha esordito il 17 dicembre 2016 a Lake Louise in discesa libera (43º), ha conquistato il primo podio il 17 dicembre 2021 a Panorama in slalom gigante (2º) e la prima vittoria il giorno successivo nelle medesime località e specialità. Non ha debuttato in Coppa del Mondo né preso parte a rassenge olimpiche o iridate.

## Palmarès

### Nor-Am Cup
- Miglior piazzamento in classifica generale: 8º nel 2022
- 4 podi:
  - 2 vittorie
  - 2 secondi posti

#### Nor-Am Cup - vittorie
| Data             | Località     | Paese       | Specialità |
| ---------------- | ------------ | ----------- | ---------- |
| 18 dicembre 2021 | Panorama     | Canada      | GS         |
| 13 dicembre 2022 | Beaver Creek | Stati Uniti | GS         |

Legenda:

GS = slalom gigante

### Campionati statunitensi
- 1 medaglia:
  - 1 bronzo (combinata nel 2021)